# بیلالبا دلس آرکس
بیلالبا دلس آرکس (به اسپانیایی: Vilalba dels Arcs) یک شهرستان در اسپانیا است که در Terra Alta واقع شده‌است.

## خصوصیات
بیلالبا دلس آرکس ۶۷٫۳ کیلومترمربع مساحت و ۷۲۴ نفر جمعیت دارد و ۴۵۰ متر بالاتر از سطح دریا واقع شده‌است.